# 顾元镜
顾元镜（？—1650年），字初七，号韻弢，又號明静先生，浙江承宣布政使司湖州府归安县乌镇人，明朝末年官员。

## 生平
明神宗万历三十四年（1606年）丙午科浙江乡试举人，四十七年（1619年），顾元镜中己未科二甲第六名进士。兵部觀政，天啓二年（1622年）授工部都水司主事，管六科廊，五年升员外郎，六年升郎中，本年出任池州府知府，崇祯三年升福建按察司副使，六年升山東右参政，七年升山東按察使，歷山东左布政使。1646年，他和苏观生在广州拥立唐王朱聿𨮁即皇帝位，年号绍武，顾元镜被任命为东阁大学士。清军南下，攻克广州，绍武政权灭亡，顾元镜降清。1650年，卒于韶州。

## 家族
曾祖顧情，贈文林郎。祖父顧誥，通判。父顧爾俸，衛經歷。
妻杨氏，两子顾澹初、顾鸿雯。